# Skruvax

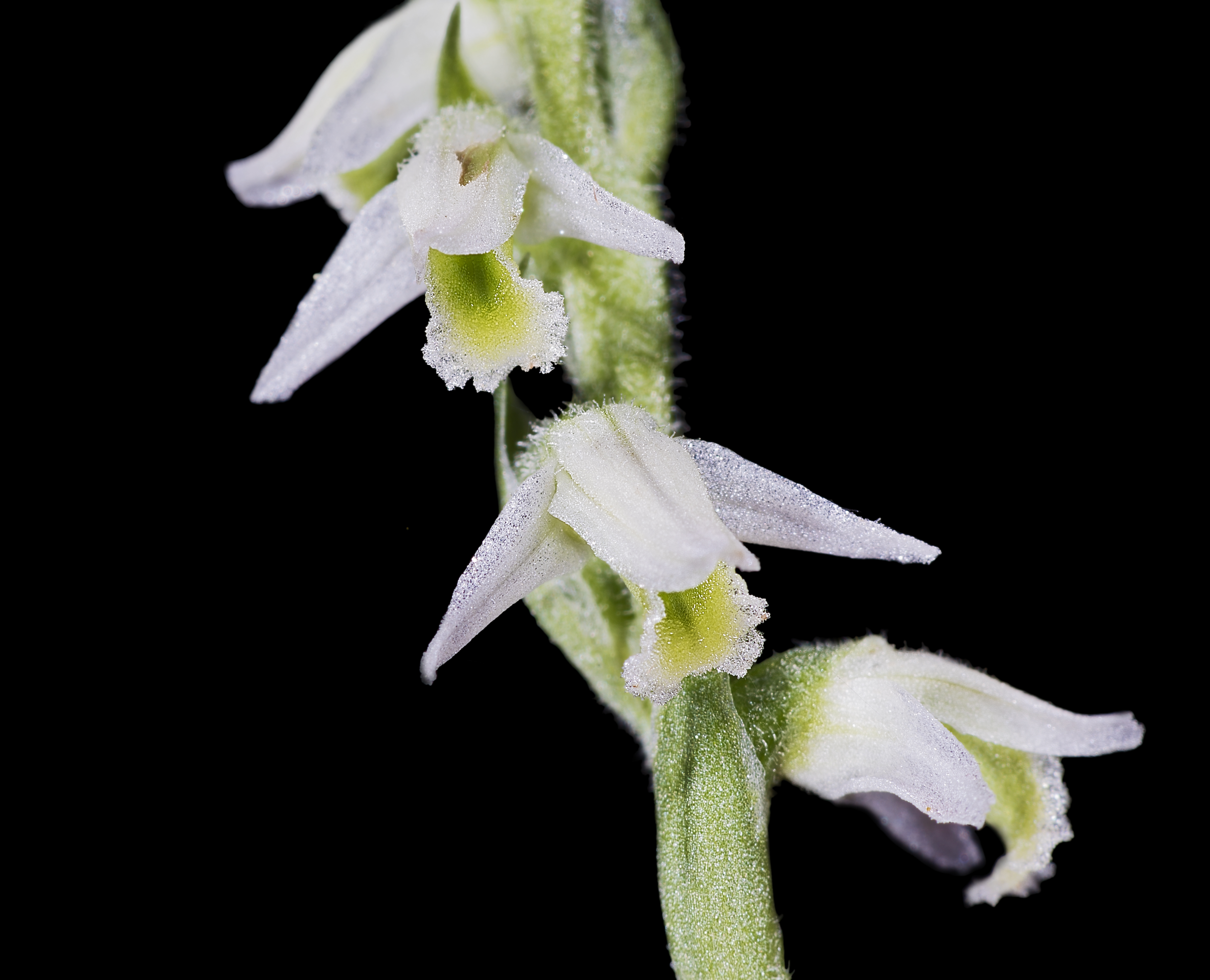
Blomma

Skruvax (Spiranthes spiralis) är en växtart i familjen orkidéer.